# 普萊森特里奇鎮區 (愛荷華州李縣)
普萊森特里奇鎮區（英語：Pleasant Ridge Township）是位於美國愛荷華州李縣的一個行政鎮區。

## 地方資料
根據2010年美國人口普查的數據，普萊森特里奇鎮區的面積為91.51平方千米，當中陸地面積為91.18平方千米，而水域面積為0.33平方千米。當地共有人口363人，而人口密度為每平方千米3.97人。